# Fylgia (1905)
Fylgia, officiellt HM Pansarkryssare Fylgia, var en pansarkryssare i svenska Kungliga flottan. Fartyget sjösattes vid Finnboda varv den 20 december 1905 och levererades den 21 juni 1907. Fylgia byggdes som pansarkryssare och hade dessutom som uppgift att genomföra utbildningsexpeditioner med officersaspiranter. Fartyget tjänstgjorde under första världskrigets beredskapstid, och lades i fartygsreserven i början av 1930-talet. På grund av andra världskrigets utbrott moderniserades Fylgia och var i tjänst även under detta krig. Hon utrangerades den 30 januari 1952 och användes därefter som målfartyg innan hon såldes år 1957 för skrotning i Köpenhamn. Kanonerna i fartygets fyra dubbeltorn togs tillvara och användes som fortifierade kanontorn i Kalix-linjen kring Kalix.
Fartyget fick sitt namn från fylgjor i den nordiska mytologin.

## Konstruktion
Fylgia var vid byggnationen 115,1 meter lång, 14,8 meter bred och hade ett djupgående på 5,1 meter. Standarddeplacementet var 4 310 ton och det maximala deplacementet var 4 980 ton. Fartyget hade tre skorstenar och i fören fanns ett torn varifrån stridsledningen och navigationen sköttes. Fartyget var vitmålat med gula skorstenar.

### Skrov

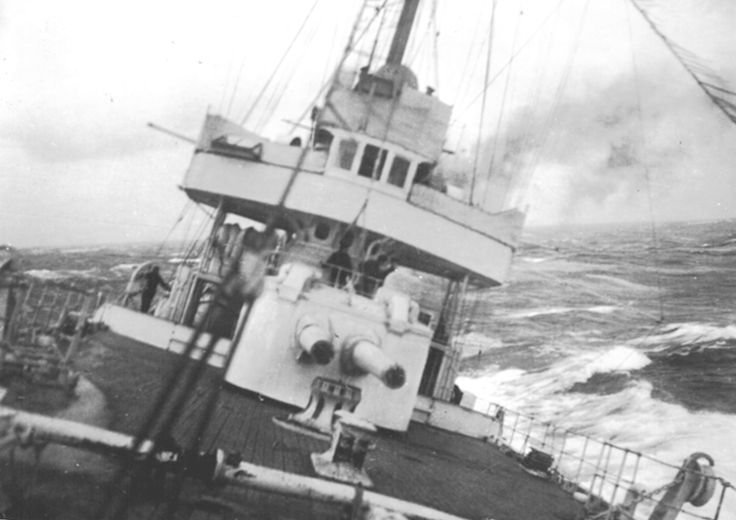
Bild från fören som visar det förliga 15,2 cm dubbeltornet samt stridstornet.

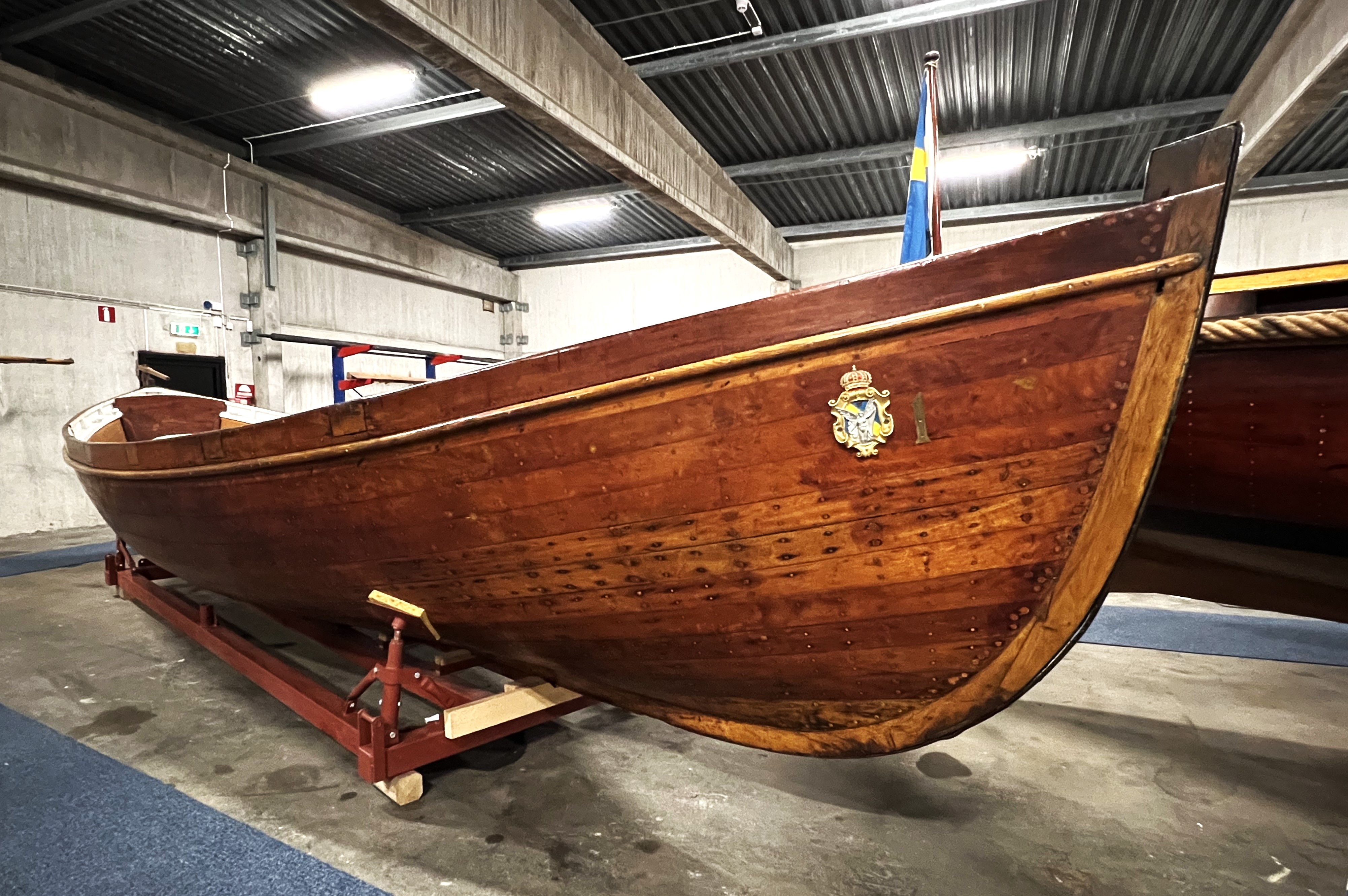
HMS Fylgias låringsbåt i Båtmagasinet på Rindö

Skovet byggdes av 22–35 mm tjockt nitat stål, och hade dessutom 50–100 mm tjockt vattenlinjepansar som sträckte sig över ungefär halva skrovets längd. Pansardäcket var välvt och fören var utformad som en rammstäv. Under byggnationen fanns från olika håll kritik mot att fartyget skulle komma att få dålig stabilitet och riskera att kantra, men det skulle visa sig att skrovet gav goda sjöegenskaper. Fartygets inredning byggdes för en besättning på 322 man, varav 50 kadetter.

### Maskineri
Fylgia var ett av de sista svenska örlogsfartygen att utrustas med kolvångmaskiner. Tolv koleldade pannor i tre separata eldrum levererade ånga till två fyrcylindriga trippelexpansionsmaskiner, som var kopplade till varsin propelleraxel. Varje eldrum hade en skorsten vilket resulterade i tre skorstenar. Maskineriet utvecklade 12 000 häskrafter vilket gav en toppfart på 22,77 knop (42 km/h), gott och väl över den beräknade farten på 21,5 knop.  Kolförrådet var på 900 ton, vilket räckte för 8 000 distansminuters gång vid 10 knop.

### Bestyckning
Huvudartilleriet bestod av åtta 15,2 cm kanoner m/03 som stod i fyra dubbeltorn.  Av dessa var ett beläget i fören, ett i aktern, och ett på vardera sida midskepps. Kanonernas frontpansar var 125 mm tjockt och baksidans pansar 50 mm. Tornen var handriktade och eldrören kunde höjdriktas vart för sig. Eldledningen sköttes av artilleriofficeren, som hade sin plats i stridstornet.
Sekundärartilleriet utgjordes av fjorton 57 mm kanoner m/89B som var placerade i fem kasematter på varje sida av skrovet och i två torn på vardera förliga och aktra bryggan. Dessutom fanns två 37 mm kanoner m/98B, och i förskeppet ett torpedrum med två 45,7 cm undervattenstorpeder m/04.

## Historia

### Bakgrund
År 1892 hade en kommitté konstaterat att den svenska flottan var i behov av två typer av kryssare, en större och en mindre. På grund av för små anslag byggdes aldrig den större typen, utan endast fem fartyg av den mindre.  År 1901 tillsattes en ny kommitté med uppgift att utreda flottans fartygsbehov, och man kom fram till att den mindre typen var otillräcklig, och att större fartyg krävdes för att kunna lösa flottans uppgifter. Behovet fanns att inneha kryssare som självständigt kunde spana till havs och kunna ta upp strid med jagare och lätta kryssare. Dessutom skulle de kunna användas som skolfartyg. År 1902 beviljades medel för byggande av en ny kryssare, och samma år lade man beställningen hos Bergsunds Mekaniska Verkstads AB, som förlade byggnadsarbetet till Finnboda varv. Året därpå äskade man även om medel för byggandet av ett systerfartyg, men detta avslogs.

### De första åren

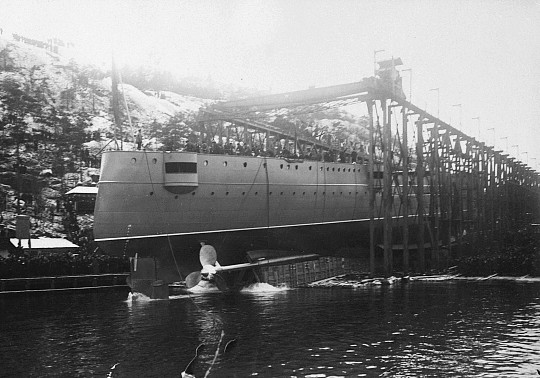
Fylgia sjösätts på Finnboda Varv den 20 december 1905.

Fylgia sjösattes den 20 december 1905 och blev då flottans dittills största fartyg, 20 meter längre än pansarskeppet Oscar II, samtidigt som hon var en av världens minsta pansarkryssare. En strejk fördröjde utrustningsarbetet, och först den 21 juni 1907 kunde fartyget levereras till marinen. Redan samma sommar rustades fartyget och avgick på en expedition till Västindien och USA. Tio långresor kom att genomföras fram till utbrottet av första världskriget.
År 1913 togs de förligaste och akterligaste kasemattpjäserna bort för att ge bättre utrymme för besättningens förläggningar.  I fören togs dessutom själva kasematterna bort, medan de behölls i aktern. Samtidigt utrustades den förliga masten med en stridsmärs under utkikskorgen. Efter en skjutolycka flyttade man sedermera även ned de aktra 57 mm kanonerna till hyttdäcket.
Fredagen den 7 februari samma år grundstötte fartyget utanför Karlskrona då hon var sysselsatt med deviationsundersökningar. Olyckan skedde i närheten av Kurrholmarna i Karlskronas inre skärgård. Fylgia ska inte ha skadats allvarligt vid grundstötningen.

### Första världskriget
Vid tiden för första världskrigets utbrott befann sig Fylgia på väg på en utlandsresa till Medelhavet, vilken hon på grund av krigsutbrottet måste avbryta. Under kriget användes Fylgia för bevakning och neutralitetsvakt. Bland annat avvisade fartyget vid flera tillfällen utländska örlogsfartyg som kommit in på svenskt vatten, och under hösten 1915 ledde fartyget den enda svenska fartygskonvoj som utfördes under kriget. År 1916 ersattes de aktra 57 mm kanonerna med luftvärnskanoner av samma kaliber.

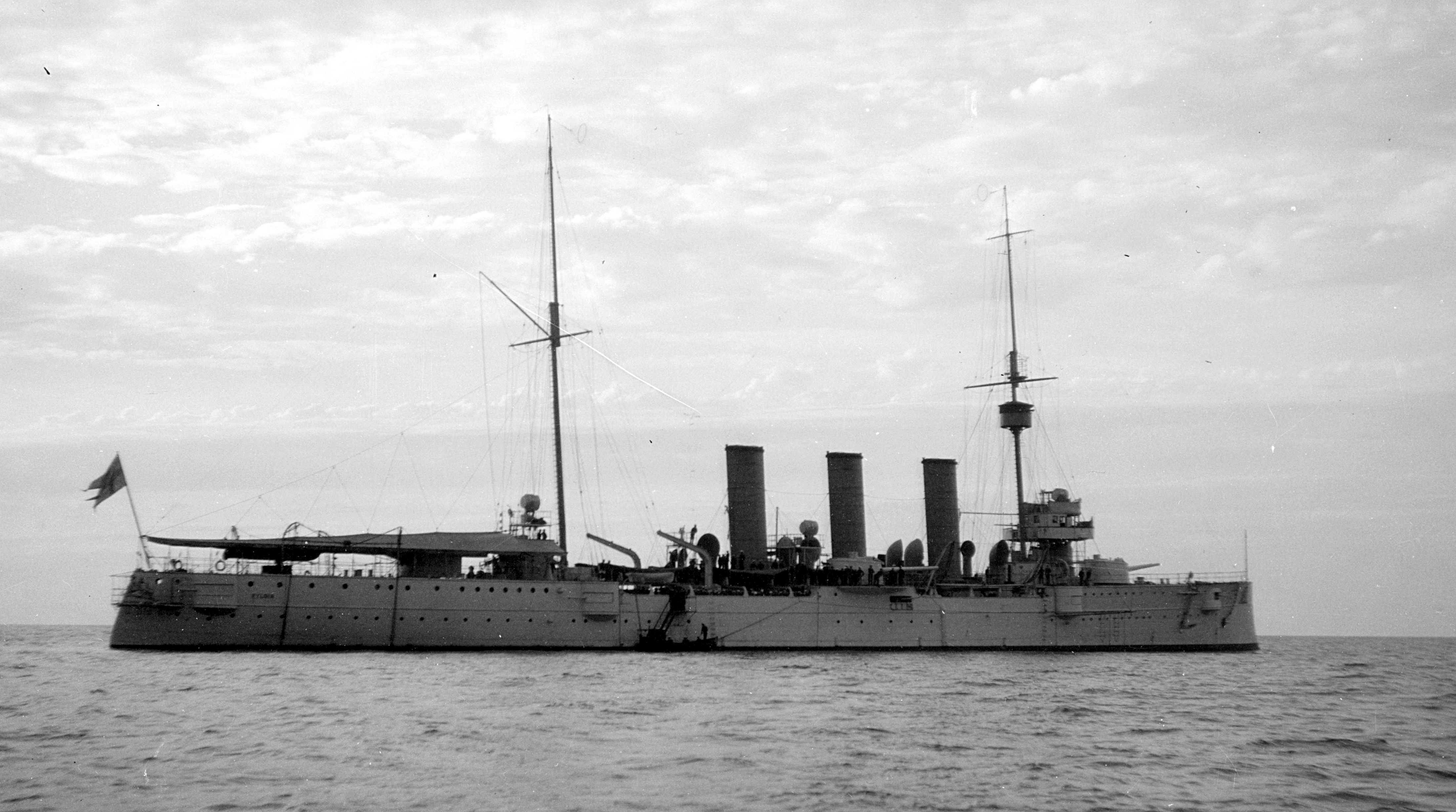
Fylgia, 1921.

Efter första världskriget utarbetades en helt ny plan för hur kustflottan skulle uppträda under gång till havs. I huvudstyrkan skulle de tre nya pansarskeppen i Sverige-klassen ingå, och dessa skulle skyddas av flera lager av fartyg. Längst bort, cirka tio distansminuter framför skulle en skärm av jagare finnas, understödda av Fylgia och kryssaren Clas Flemming, och närmast huvudstyrkan skulle ett tiotal torpedbåtar eller vedettbåtar finnas för närskydd.

### Mellankrigstiden
År 1919 avgick Fylgia på sin första långresa efter första världskriget, denna gång återigen till Västindien och USA. Totalt 20 utlandsresor kom att genomföras under mellankrigstiden, innan fartyget avrustades år 1933 och lades upp i Karlskrona.
Fylgia var då i dåligt skick och överfördes till reservflottan. Pannanläggningen var omodern, och både strids- och eldledningsutrustningen behövde moderniseras för att vara funktionsduglig.

### Modernisering
Efter att ha skjutits upp i många år beviljades slutligen på sommaren 1939 pengar för ombyggnad av fartyget. Man planerade då att Fylgia efter moderniseringen skulle ingå i västkustflottan.
De tolv koleldade pannorna byttes ut mot fyra större, oljeeldade Penhoët-pannor, vilket medförde att antalet skorstenar minskades till två. Rammstäven var också omodern, varför förskeppet byggdes om och fick en utfallande stäv. Stridstornet byttes också ut mot ett nytt och betydligt större sådant. Huvudartilleriet moderniserades och fick ny ammunition, vilket gav en skottvidd på 16 000 meter, och dessutom installerades centralriktning av artilleriet samt modern eldledning.
Alla 57 mm pjäser togs bort och ersattes av en blandad luftvärnsbestyckning som bestod av fyra 57 mm kanoner m/98B-38B, två dubbla gyrostabiliserade 40 mm automatkanoner m/36, en dubbel 25 mm automatkanon m/32 samt en 20 mm automatkanon.
De två undervattenstorpedtuberna ersattes med två svängbara 53 cm tuber som stod på var sin sida på däck, och även två sjunkbombskastare tillkom.

### Andra världskriget

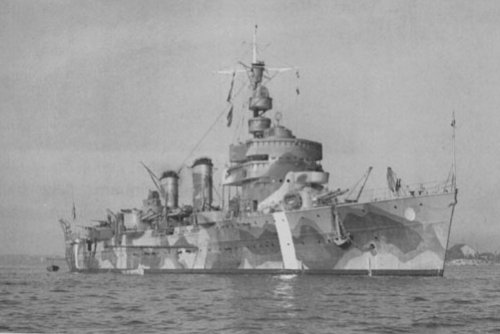
Fylgia under andra världskriget med påmålade vita neutralitetsband.

Då Fylgias ombyggnad påbörjades såpass sent var hon inte rustad vid andra världskrigets utbrott, utan sattes först på senhösten år 1941 in i Göteborgseskadern. Organisationsmässigt tillhörde hon Göteborgseskadern till och med årsskiftet 1944/45, men hon var även under åren 1942-45 sommartid chefsfartyg i sjökrigsskolavdelningen, och gjorde under vintrarna resor utefter den svenska kusten med officersaspiranter.

### Efterkrigstiden
Fylgia fortsatte att användas för flottans utlandsresor och långresor. Långfilmen Flottans kavaljerer spelades in i samband med 1948 års långresa.

### Utrangering

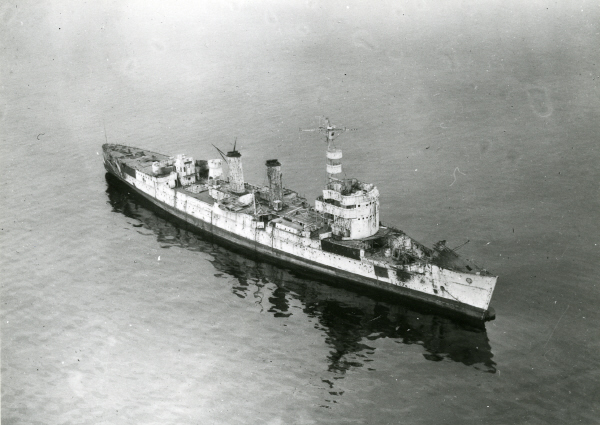
Fylgia som målfartyg år 1956.

Fylgia utrangerades den 30 januari 1953. Användbar utrustning togs då iland, och artilleriet förflyttades till Kalixlinjen i Norrbotten, där de placerades i närheten av byn Siknäs 1960. Två av tornen med tillhörande anläggningar destruerades efter nedläggning i början av 2000-talet, men huvudanläggningen med torn och sambandscentral finns kvar och är idag ett museum med namnet Siknäsfortet. Det sista tornet är plomberat men består som en del av museets utställning.
Skrovet användes därefter upprepade gånger som målfartyg för prov med bland annat attack- och sjömålsrobotar. Även artilleri avlossades mot Fylgia, och trots att avsikten var att skrovet skulle sjunka, och att man flera gånger träffade, skedde så aldrig. Slutligen såldes istället skrovet år 1957 för 418 157 kronor och 87 öre (cirka 5,77 miljoner kronor i 2009 års prisläge) till köpare i Göteborg innan det till slut skrotades i Köpenhamn.